# Blå hundtunga
Blå hundtunga (Cynoglossum creticum) är en strävbladig växtart som beskrevs av Philip Miller. Enligt Catalogue of Life ingår Blå hundtunga i släktet hundtungor och familjen strävbladiga växter, men enligt Dyntaxa är tillhörigheten istället släktet hundtungor och familjen strävbladiga växter. Arten förekommer tillfälligt i Sverige, men reproducerar sig inte. Inga underarter finns listade i Catalogue of Life.

## Bildgalleri

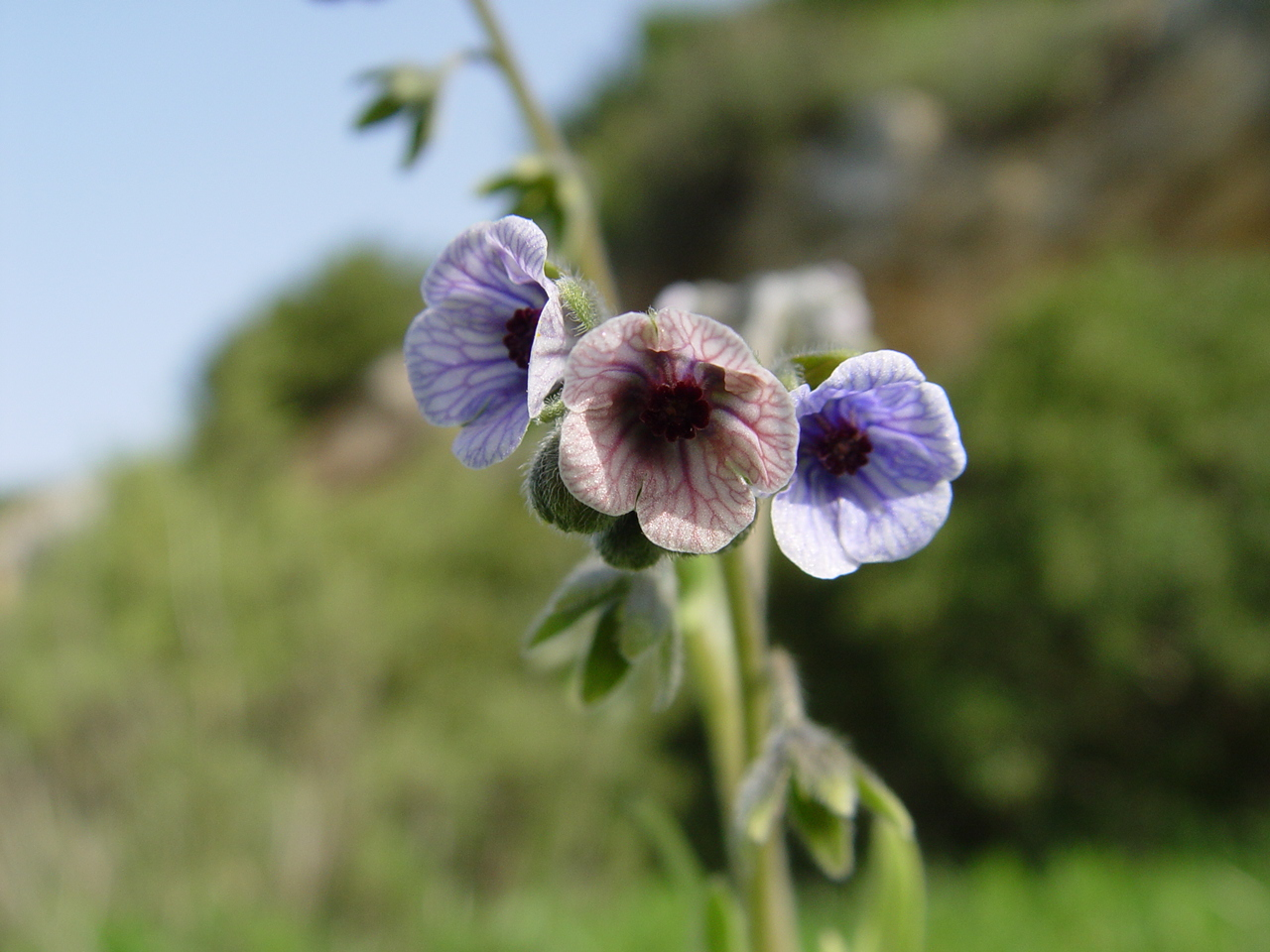
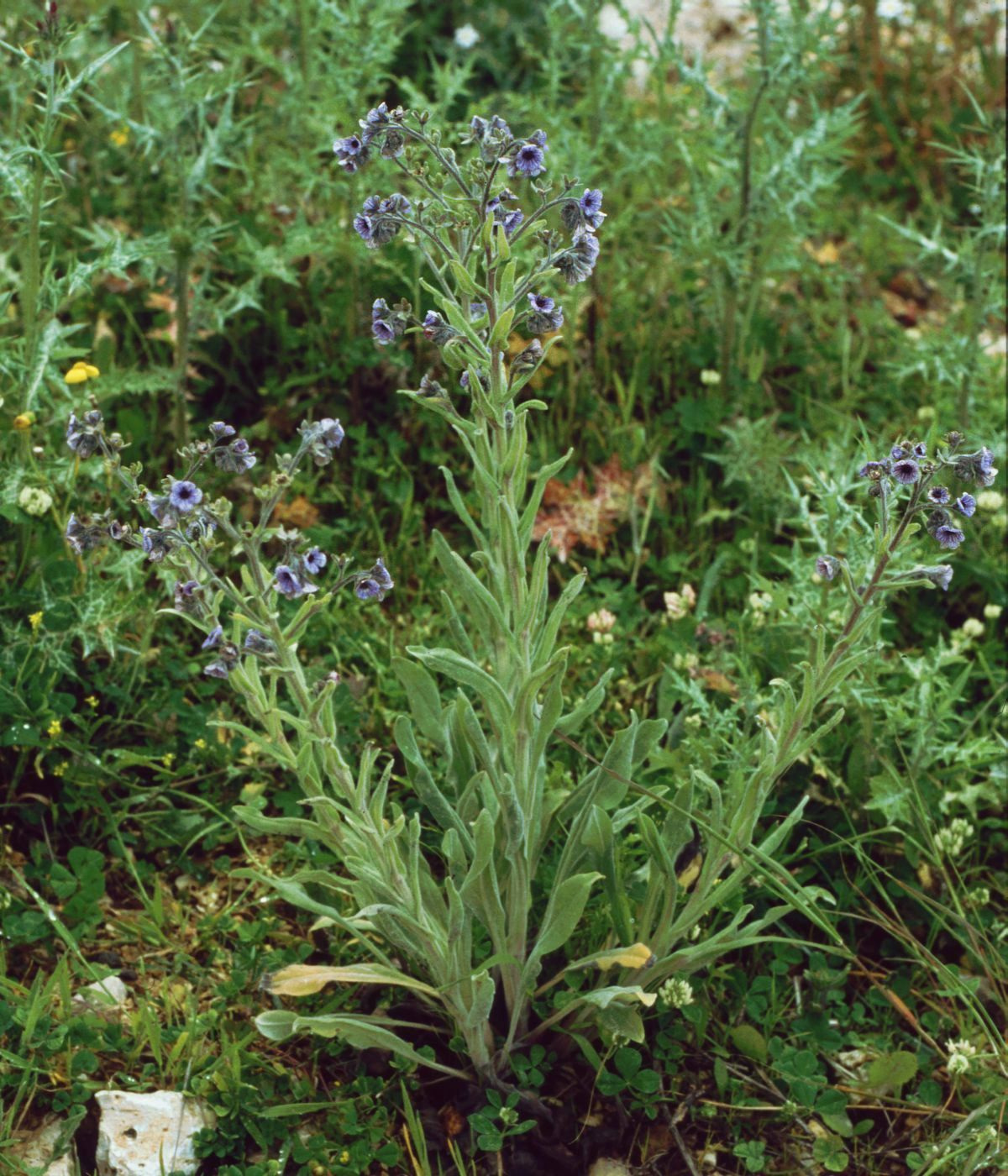
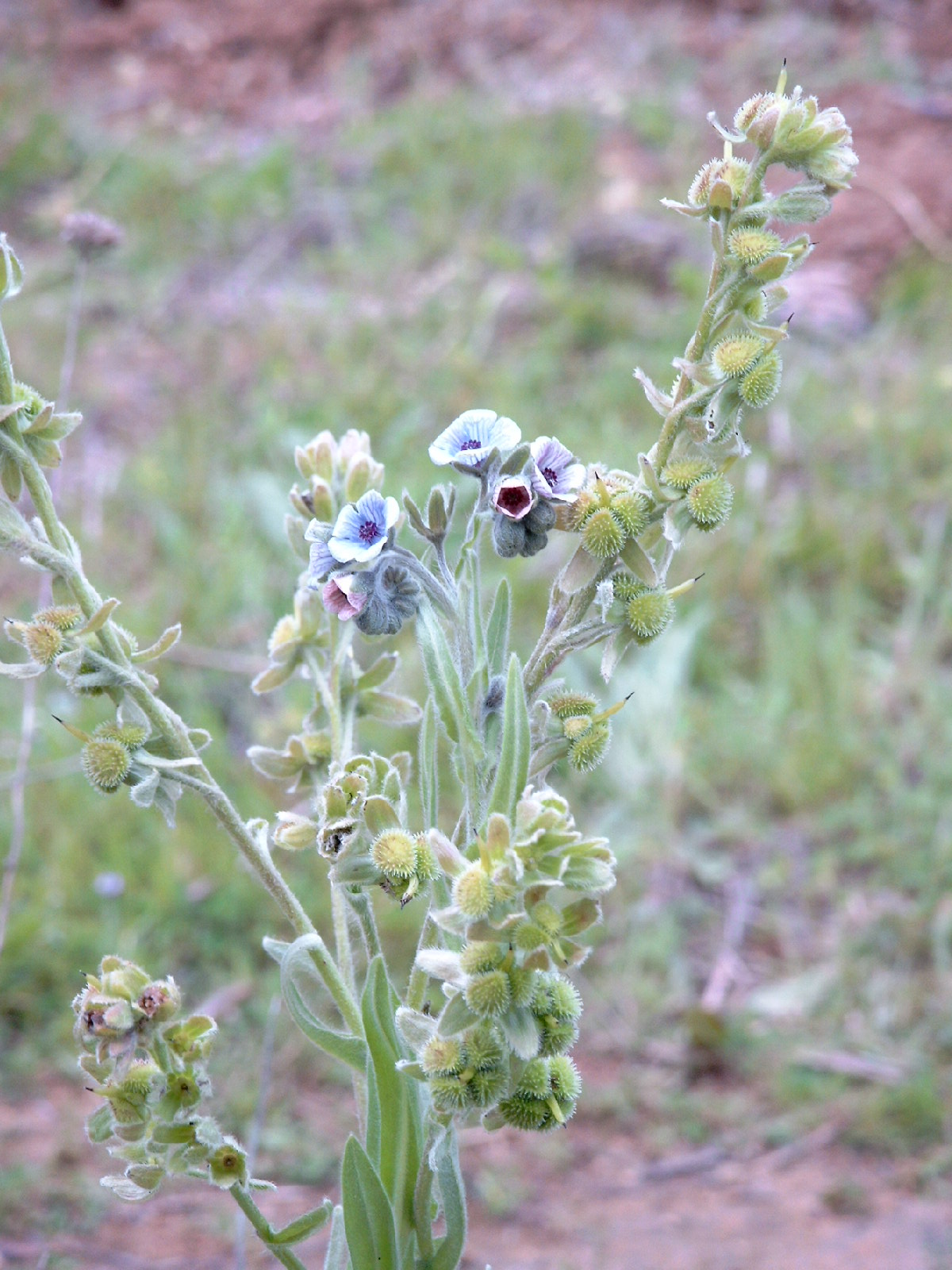
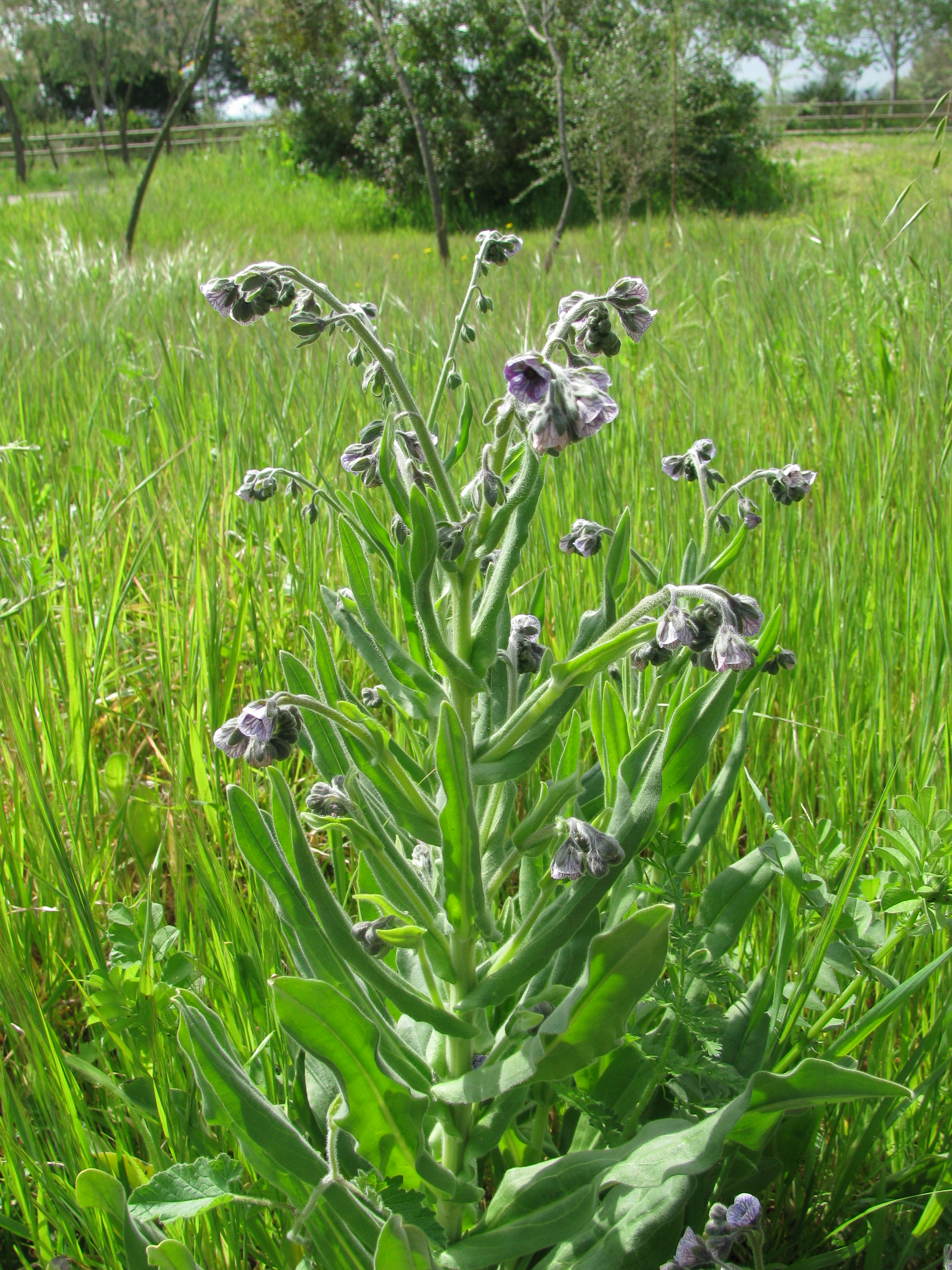
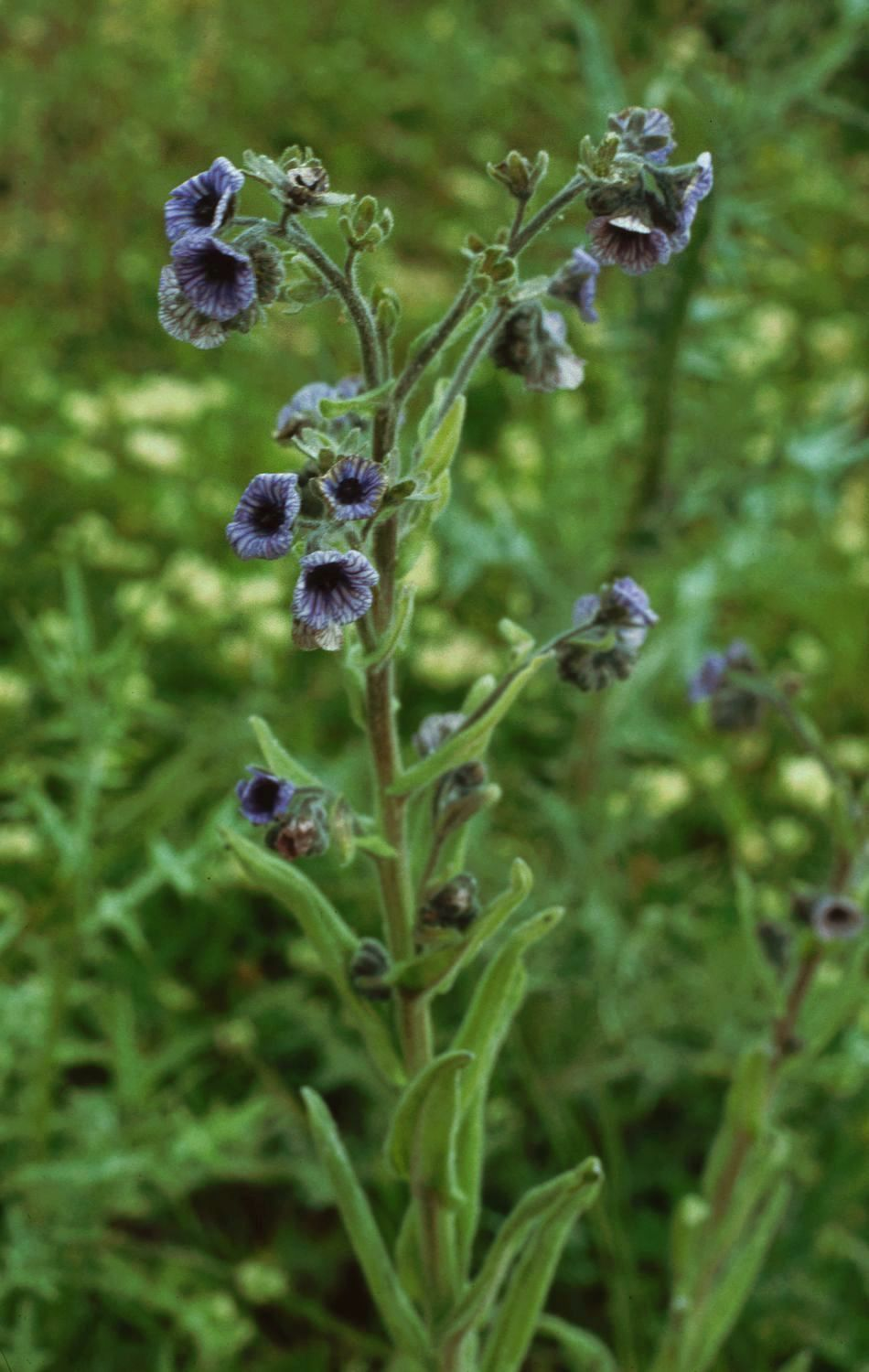
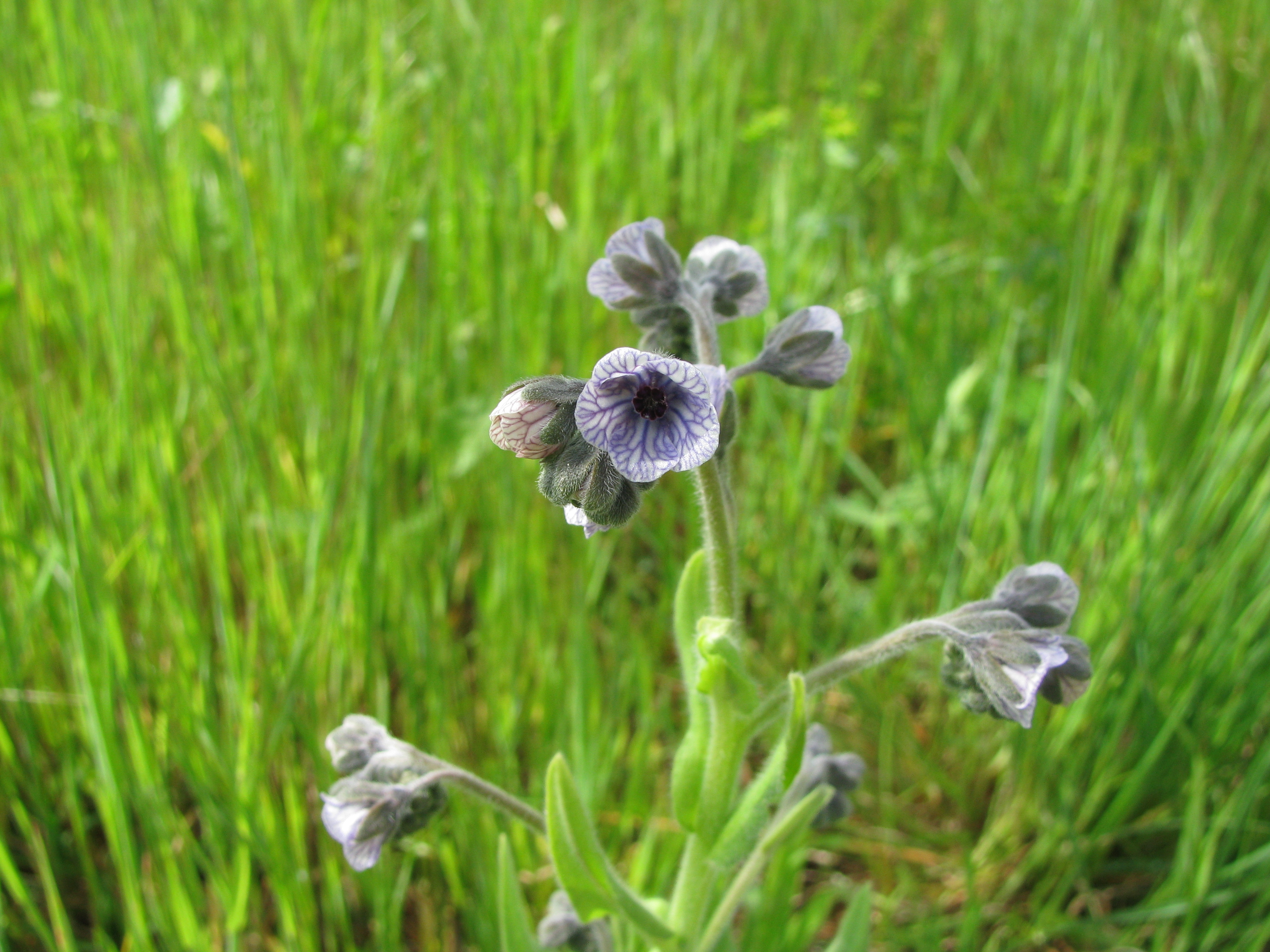